# Bathylepeta linseae
Bathylepeta linseae is een slakkensoort uit de familie van de Lepetidae. De wetenschappelijke naam van de soort is voor het eerst geldig gepubliceerd in 2006 door Schwabe.